# مقياس التغذية
مقياس التغذية عبارة عن جهاز قياس يقدم معلومات غذائية دقيقة عن الأغذية أو السوائل. وتقيس معظم المقاييس السعرات الحرارية والسكريات(المواد الكربوهيدراتية) والدهون، بينما تقيس المقاييس الأكثر تطورًا عناصر غذائية إضافية مثل فيتامين ك والبوتاسيوم والماغنيسيوم والصوديوم.
وغالبًا ما تستخدم المقاييس معلومات عن الغذاء من وزارة الزراعة الأمريكية (USDA) لضمان الدقة.  وتُستخدم هذه المنتجات في المقام الأول كأداة لإدارة الوزن، ولكنها اجتذبت جمهورًا من المستخدمين من مرضى السكري وارتفاع ضغط الدم.